# Prata Sannita
Prata Sannita község (comune) Olaszország Campania régiójában, Caserta megyében.

## Fekvése
A megye északi részén fekszik, Nápolytól 70 km-re északra, Caserta városától 40 km-re északnyugati irányban. Határai: Ailano, Ciorlano, Fontegreca, Gallo Matese, Letino, Pratella, Raviscanina és Valle Agricola.

## Története
A települést valószínűleg a 9-10. században alapították közeli, szaracénok által elpusztított települések lakói. A következő századokban nemesi birtok volt. A 19. században nyerte el önállóságát, amikor a Nápolyi Királyságban felszámolták a feudalizmust.

## Népessége
A népesség számának alakulása:

## Főbb látnivalói
- San Pancrazio-templom
- San Francesco-templom